# Єршово (Великоустюзький район)
Єршо́во (рос. Ершово) — присілок у складі Великоустюзького району Вологодської області, Росія. Входить до складу Теплогорського сільського поселення.

## Населення
Населення — 31 особа (2010; 57 у 2002).
Національний склад (станом на 2002 рік):
- росіяни — 100 %